# Thomas Custer
Thomas Ward Custer (15. března 1845 – 25. června 1876) byl důstojník armády USA a dvojnásobný nositel vyznamenání Medal of Honor (medaile cti), uděleného za statečnost během Americké občanské války. Byl mladším bratrem George Armstrong Custera, se kterým také padl v bitvě u Little Bighornu.

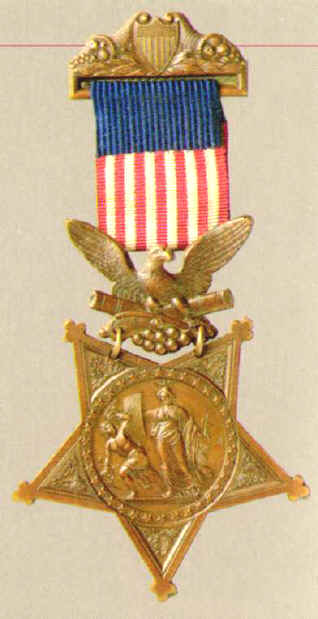
Medaile cti, kterou Thomas W. Custer dostal dvakrát během Americké občanské války

## Životopis
Narodil se v New Rumley ve státě Ohio, jako třetí syn Emanuela a Marie Custerových. V 16 letech (v září 1861) se nechal naverbovat do unionistické armády, kde sloužil u 21st Ohio Volunteer Infantry. Zúčastnil se několika bitev, včetně bitvy u Stones River.